# زانتان گام
زانتان گام صمغی است که توسط تخمیر میکروب‌ها به دست می‌آید. این ماده یک پلی ساکارید است. زانتان گام یک پلاستیک غیرحقیقی است که با افزایش نیروی برشی در آن، با کاهش ویسکوزیته همراه خواهد بود.
ویسکوزیته زانتان گام در گستره دمای زیادی ثابت می‌ماند. زانتان گام یک پلیمر طبیعی است که توسط باکتری زانتاموناس به دست می‌آید. معمولاً این باکتری‌ها را در آزمایشگاه‌ها به دست می‌آورند.
همچنین زانتان گام را از فرمانتاسیون گلوکز و لاکتوز به دست می‌آورند.
زانتان گام یکی از مهمترین پلی ساکارید میکروبیولوژیکی است و کاربردهای بیشماری در صنعت امروزی دارد.
یکی از خواص مهم زانتان گام، پخش شدن آن در مایع است که با محلول حاصل، خاصیت ویسکوز و پایدار می‌دهد. همچنین از زانتان گام به عنوان یک حجم‌دهنده و تثبیت کننده استفاده می‌شود.
از زانتان گام در صنایع مواد غذایی و صنعت تولید دارو کاربردهای بیشماری دارد.
زانتان گام به محلول می‌تواند خاصیت ویسکوزیته بدهد به طوری که ۱۰۰ برابر ویسکوزتر از ژلاتین است.
زانتان گام، یک ماده غیرنیوتونی است که شباهت بسیاری به پلاستیک دارد. به همین دلیل، آن را پلاستیک غیرحقیقی می‌دانند.
حلالیت زانتان گام در آب بسیار زیاد است.
زانتان گام که یک پلی ساکارید طبیعی است، با اضافه شدن به محلول ها حتی به مقدار بسیار کم می تواند سبب افزایش ویسکوزیته به صورت چشم گیری شود.معمولا غلظت مجاز مورد استفاده از آن بین 0.1 تا 1 درصد گزارش شده است و به عنوان یک ضخیم کننده در انواع لوسیون ها، شامپوها، کرم هاو سایر محصولات بهداشتی استفاده می شود.
در یک ظرف شامل گلوکز و نمک‌های مغذی که به یک منبع تامین هیدروژن وصل است، باکتری‌های تولید کننده زانتان گام را اضافه می‌کنند. با گرما دادن ظرف واکنش، باکتری‌ها از بین می‌روند و زانتان گام به وجود می‌آید.
مواد تولید در این واکنش، زانتان گام و ایزوپروپیل است که با گذشت زمان، الکل تبخیر می‌شود و پلیمر خشک به دست می‌آید.
مضرات زانتان گام
سازمان دارویی جهانی این ماده را در شمار مواد بی‌خطر برای انسان دسته بندی کرده است.
مقدار مصرف این ماده توسط انسان بسیار زیاد است. به همین دلیل، نگرانی‌های بسیاری برای خطرات این ماده وجود دارد. البته باید خاطر نشان کرد که تا کنون، هیچ گونه مشکل خاصی از این ماده برای انسان گزارش نشده است.